# Bitwa morska na Morzu Jońskim
Bitwa na Morzu Jońskim – starcie zbrojne, które miało miejsce w roku 42 p.n.e.
Równocześnie z toczonymi walkami pod Filippi, flota sił senackich pod wodzą Domicjusza Kalwinusa wyruszyła z portu w Brundyzjum, kierując się na Dyrrachium. Flota Kalwinusa liczyła ponad 20 okrętów, 100 jednostek transportowych z dwoma legionami wojska i 2000 żołnierzy gwardii przybocznej oraz jazdy. Na wodach Morza Jońskiego drogę flocie senackiej zastąpiło 130 okrętów republikanów pod wodzą Domicjusza Ahenobarbusa oraz Murkusa. Po okrążeniu części okrętów transportowych flota Ahenobarbusa i Murkusa po kolei niszczyła jednostki nieprzyjacielskie, obrzucając je płonącymi pociskami. W walkach na okrętach zginęło wielu żołnierzy sił senackich (wśród nich weterani z Pola Marsowego), wielu zaś skacząc do wody uratowało życie, płynąc na szczątkach okrętów do lądu. Republikanie zdobyli 17 trójrzędowców wraz z załogami. Wśród jeńców nie było jednak Kalwinusa, który odpłynął do Brundyzjum.